# Фильмовый канал

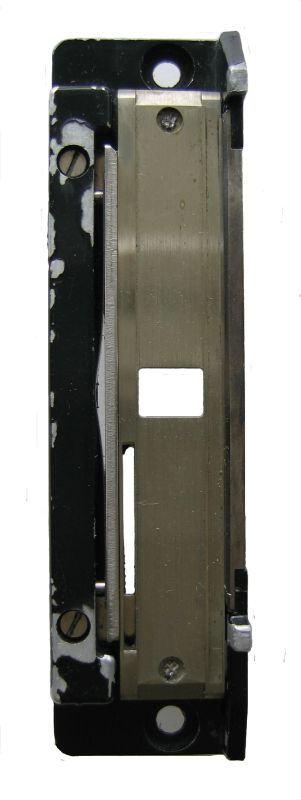
Передние салазки фильмового канала 16-мм киносъёмочного аппарата

Фи́льмовый кана́л (часто употребляется разговорное фильмово́й кана́л) — элемент лентопротяжного тракта фотоаппарата, киносъёмочного аппарата, кинопроектора, телекинопроектора и кинокопировального аппарата, в котором плёнка (киноплёнка) движется строго ориентированно в определённом точном положении относительно объектива для обеспечения максимальной резкости изображения. Фильмовый канал является наиболее ответственным узлом лентопротяжного тракта, от точности изготовления которого зависит качество получаемого изображения.

## Конструкция

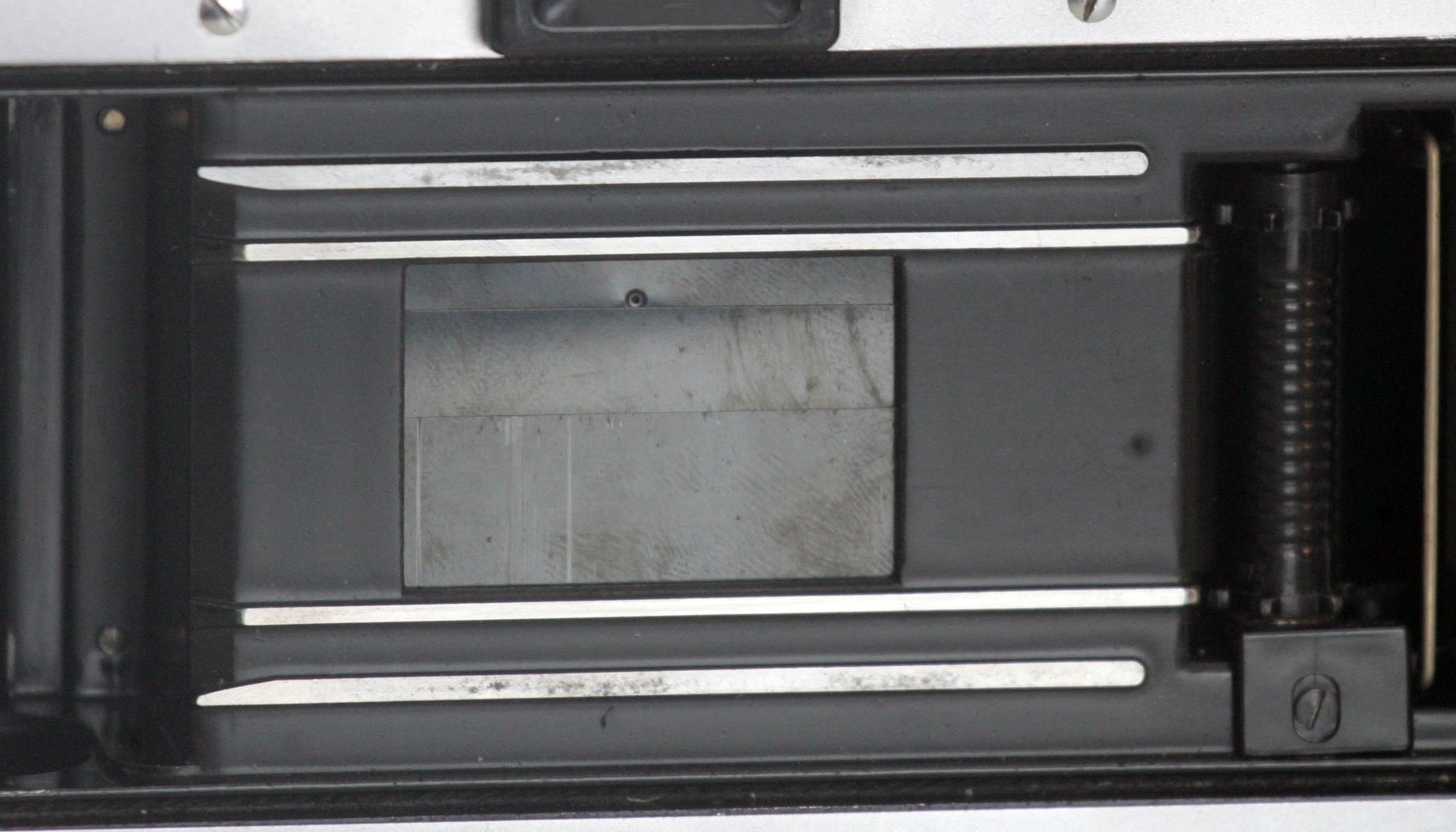
фильмовый канал малоформатного фотоаппарата. Внутренние направляющие выполняют роль передних салазок, а внешние вместе с прижимным столиком — задних салазок

В фильмовом канале расположено кадровое окно — отверстие прямоугольной формы, через которое производится съёмка или проекция изображения. Фильмовый канал должен обеспечивать точное положение плёнки в фокальной плоскости объектива, и в то же время её беспрепятственное продвижение. Обычно фильмовый канал имеет разборную (открывающуюся) конструкцию и состоит из передних и задних салазок. Наиболее точной деталью являются передние салазки, обращённые к объективу и непосредственно обеспечивающие точность взаимного расположения плёнки и объектива. В фотоаппаратах они обычно изготавливаются как одно целое с корпусом. Задние салазки (прижимной столик) обеспечивают прижим плёнки к передним и обеспечивают безопасный зазор для беспрепятственного продвижения плёнки.
В малоформатных фотоаппаратах в качестве задних салазок используется прижимной столик, опирающийся о внешние направляющие, выступающие из корпуса выше, чем внутренние (передние салазки) на среднюю толщину плёнки. Таким образом обеспечивается безопасный зазор для движения плёнки.
Кроме продольных направляющих, фильмовые каналы содержат поперечные направляющие, удерживающие киноплёнку от перемещения в поперечном направлении. Как правило, это неподвижные или подпружиненные поперечные салазки или направляющие ролики. Последние применяются, главным образом, в кинопроекторах.
В большинстве типов кинооборудования, рассчитанного на плёнку 35-мм передние салазки фильмового канала обладают сменной кадровой рамкой, выполненной как отдельная съёмная деталь. Такая конструкция позволяет оперативно переходить на различные форматы кадра. Кинопроекторы и киносъёмочные аппараты, работающие с такой плёнкой, обычно имеют в комплекте рамки для обычных, широкоэкранных и кашетированных фильмов.

## Пульсирующий фильмовый канал
В некоторых типах киносъёмочных аппаратов используется пульсирующий фильмовый канал, совершающий возвратно-поступательное движение, снимая киноплёнку с зубьев грейфера после её перемещения, и надевая её обратно перед началом следующего рабочего цикла. Такая конструкция используется совместно с контргрейфером в киносъёмочной аппаратуре для комбинированных съёмок, требующих высокой точности перемещения киноплёнки на шаг кадра. Например, советский киносъёмочный аппарат для мультипликационных и комбинированных съёмок 3КСМ оснащался прецизионным грейферным механизмом с пульсирующим фильмовым каналом. Впервые пульсирующий фильмовый канал использован в 1912 году в американской камере Bell & Howell 2709.

## Охлаждение
Кинопроекторы, предназначенные для демонстрации фильмов в больших кинозалах, оснащаются мощными источниками света. Интенсивность света в кадровом окне фильмового канала при проекции такова, что нагрев может быстро привести к короблению и даже оплавлению металлических деталей. Поэтому в большинстве таких проекторов используется воздушное или жидкостное охлаждение фильмового канала. Так, в отечественных кинопроекторах 23КПК до 1987 года применялось водяное охлаждение деталей фильмового канала. Для этого в кинопроектор была встроена специальная система циркуляции воды, подключаемая к водопроводу и канализации. В более поздних модификациях вместо неудобного водяного охлаждения применялось воздушное, которым оснащалось большинство кинопроекторов, в том числе узкоплёночных.

## Системы без фильмового канала
В кинопроекторах формата IMAX из-за применения уникальной технологии перемещения киноплёнки «бегущая петля» невозможно применение классического фильмового канала. Вместо него в оптическую систему проектора добавлена дополнительная линза, плоская поверхность которой совпадает с фокальной плоскостью проекционного объектива. Эта поверхность используется в качестве передних салазок фильмового канала, к ней осуществляется вакуумный прижим киноплёнки в момент проекции.